# مجموعه بابا لنگر
مجموعه بابا لنگر ' روستای بابا لنگر واقع در منطقه کوهستانی بخش مشکان شهرستان خوشاب، علاوه بر آب و هوای خنک و دلپذیر، چندین بنای ارزشمند تاریخی را در خود جای داده که آرامگاه حاج بابا توکل، آرامگاه میرمطهر، آب انبار، غار، چشمه آب شفا، دژ یا کلانتری یا زندان، حمام کهن، سردابه های قدیمی و چهارتاقی بابالنگر (آتشکده) از آن جمله است.
این مجموعه تاریخی که در خرداد ۱۳۸۱ در فهرست آثار ملی به ثبت رسیده است، جذابیت بسیاری برای گردشگران دارد و در صورت مرمت و رسیدگی به این مجموعه ، برنامه ریزی مناسب و توجه بیشتر می تواند به عامل مهمی برای توسعه این منطقه تبدیل شود.
- فهرست آثار ملی شهرستان خوشاب
- سازمان میراث فرهنگی، صنایع دستی و گردشگری

بناهای تاریخی بابالنگر خوشاب دوره های مختلفی را از عهد باستان تا قرون نخستین اسلامی و نیز تا دوره قاجار شامل می شود که بیانگر دیرپایی و غنای تاریخی این خطه در ادوار گذشته است.
در بخش اماکن زیارتی روستای بابا لنگر، آرامگاه حاج بابا توکل و بقعه میرمطهر مربوط به قرن هفتم هجری قمری است که در فاصله ۱۰۰ متری شمال روستا واقع شده اند.
آرامگاه حاج بابا توکل، سازه ای سنگی با مصالح بومی است که داخل فضا دارای اندود گچ است و تزیینات گچکاری در آن دیده می شود.
این بنای ثبت شده در فهرست آثار ملی، دارای سرداب است و ضریحی چوبی در مرکز آن قرار دارد.
آرامگاه میرمطهر، بنای دیگری است که به لحاظ سازه ای از گل، سنگ، آجر و گچ و آهک تشکیل شده است که پی بندی بنا سنگی است و کرسی چینی آن با سنگ صورت گرفته و بقیه سازه از آجر است.
این آرامگاه نیز به دلیل ارزشهای معماری تاریخی و فرهنگی در فهرست آثار ملی به ثبت رسیده است.

## نگار خانه

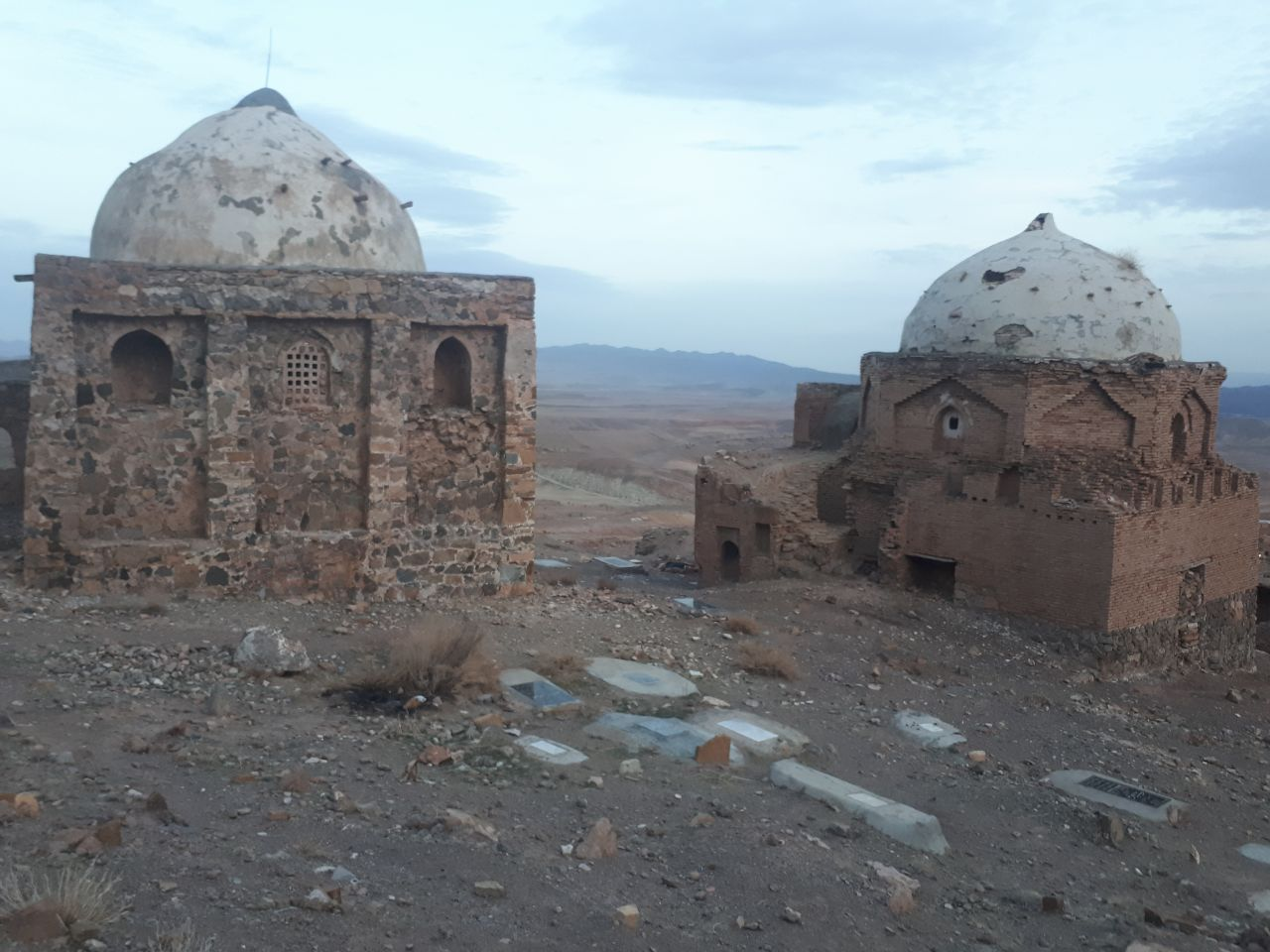
دورنمایی از مجموعه بابالنگر(رخ شمالی)
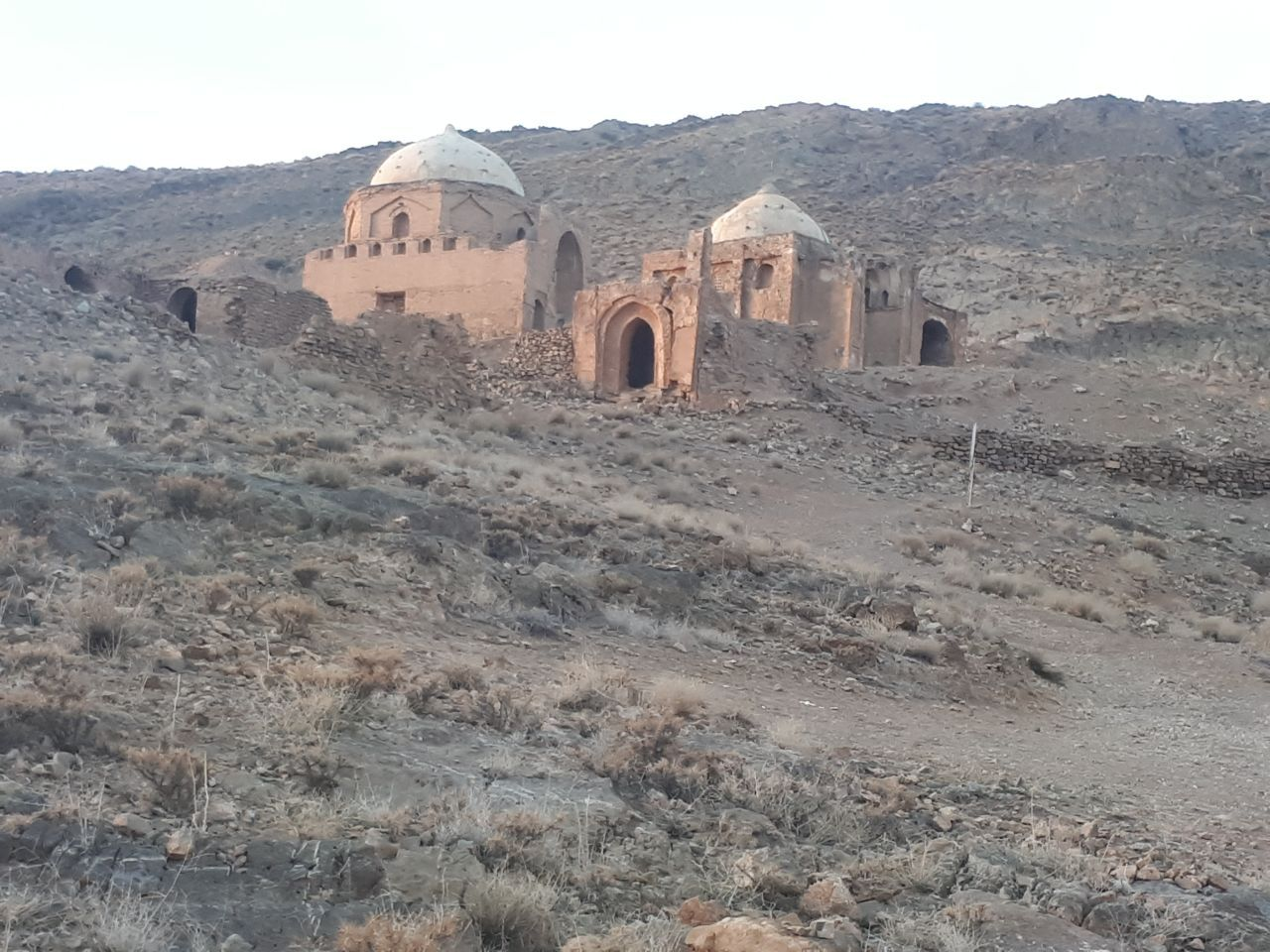
دور نمایی از مجموعه بابالنگر(رخ جنوبی)